# Matthew Taylor (Fußballspieler, Oktober 1981)
Matthew „Matt“ Taylor (* 17. Oktober 1981 in Columbus, Ohio) ist ein ehemaliger US-amerikanischer Fußballspieler auf der Position des Stürmers.

## Karriere
Taylor spielte drei Jahre lang Fußball an der UCLA und gewann mit seiner Mannschaft die nationalen College-Meisterschaften. Nach dem College spielte er bei den Orange County Blue Stars; dort war er 2003 für acht Spiele der Sturmpartner von Jürgen Klinsmann, der nach seinem Karriereende dort noch einmal unter dem Pseudonym Jay Goppingen spielte.
In der Major League Soccer gab er sein Debüt bei den Kansas City Wizards. Eine Saison später wechselte er zu den CD Chivas USA und wurde deren erster „Spieler der Woche“. Er war einer der wenigen nicht-hispanischen Fußballer in der Mannschaft. Er verließ die Chivas nach zwei Jahren, da der aktuelle Trainer nicht mehr mit ihm plante. Bei den Portland Timbers und Hollywood United F.C. setzte er seine Karriere fort.
Im August 2008 wechselte er nach Deutschland und spielte für den Zweitligisten TuS Koblenz. In seinem ersten Pflichtspiel erzielte er sein erstes Tor und am siebten Spieltag drei Tore.
Zur Saison 2009/10 wechselte Taylor zum Ligakonkurrenten FSV Frankfurt. Dort unterzeichnete er einen Vertrag bis ins Jahr 2011. Dieser wurde im August 2010 vorzeitig aufgelöst. Direkt im Anschluss unterschrieb er einen Einjahresvertrag beim Drittligisten Rot Weiss Ahlen. Dort wurde er mit 17 Saisontreffern in der Spielzeit 2010/11 Dritter der Torschützenliste. Taylor wechselte zur Saison 2011/12 für zwei Jahre zum SC Paderborn 07. Am 17. Juli 2011 debütierte er im Spiel gegen Hansa Rostock unter Trainer Roger Schmidt, als er in der zweiten Halbzeit für Alban Meha eingewechselt wurde. In der Saison 2011/12 kam er auf 23 Einsätze für den SCP, in denen er vier Treffer erzielte.
Im Sommer 2012 wechselte Taylor im Austausch mit Massimo Ornatelli vom SC Paderborn in die 3. Liga zu Preußen Münster. Im Spiel der ersten Hauptrunde des DFB-Pokals 2012/13 erzielte er drei Tore beim 4:2-Sieg nach Verlängerung gegen den Bundesligisten Werder Bremen. Zur Saison 2014/15 erhielt Taylor keinen neuen Vertrag in Münster. Er ging daraufhin in die Regionalliga Südwest zu Absteiger 1. FC Saarbrücken. Dort erhielt er einen Vertrag bis 2016 und sollte dabei helfen, den Verein zurück in die 3. Liga zu führen. Nachdem sein Vertrag ausgelaufen war, heuerte er beim Ligakonkurrenten Kickers Offenbach an. Dort war er als Führungsspieler eingeplant, konnte die Erwartungen jedoch nicht erfüllen und gab im Sommer 2017 nach 23 Ligaeinsätzen mit zwei Treffern und einer Vorlage sein vorzeitiges Karriereende bekannt.

## Sonstiges
Taylor wurde vom Sportbund der Stadt Münster beim Ball des Sports 2012 als „Sportler des Jahres“ ausgezeichnet.